# Leon Dervisaj
Leon Dervisaj (* 7. September 1996 in Oldenburg) ist ein deutscher Volleyballspieler.

## Karriere
Dervisajs Eltern stammen aus dem Kosovo. Er zog selbst im Alter von zwölf Jahren in die Schweiz. Als 14-Jähriger kam er zum Volleyball, weil er seinen als Trainer arbeitenden Vater Bujar begleitete. 2011 begann er seine Karriere bei Volley Schönenwerd. 2014 rückte er als Zuspieler in die erste Mannschaft auf. Mit dem Verein wurde er 2014 Vizemeister in der Nationalliga A und stand 2015 im Schweizer Pokalfinale. Außerdem kam er in der Schweizer Juniorennationalmannschaft zum Einsatz.
2018 wurde Dervisaj vom deutschen Bundesligisten TSV Herrsching verpflichtet. Mit den Herrschinger kam er im DVV-Pokal 2018/19 und in den Bundesliga-Playoffs jeweils ins Viertelfinale. Anschließend wechselte er zum Ligakonkurrenten TV Rottenburg. Der TVR erreichte das Halbfinale im DVV-Pokal 2019/20, kam aber in der abgebrochenen Bundesliga-Saison nicht über den neunten Platz hinaus und zog sich nach der Saison aus der ersten Liga zurück. Dervisaj ging deshalb zur SVG Lüneburg. Dort fühlte er sich jedoch nicht wohl, weshalb der Vertrag im Dezember 2020 aufgelöst wurde und der Zuspieler zu den United Volleys Frankfurt wechselte. Die Frankfurter gewannen 2021 den DVV-Pokal, wobei Dervisaj allerdings im Finale nicht spielberechtigt war. In der Bundesliga schieden die United Volleys im Playoff-Viertelfinale aus. Im DVV-Pokal 2021/22 mussten sie sich im Viertelfinale gegen Berlin geschlagen geben und gegen denselben Gegner unterlagen sie im Playoff-Halbfinale.
Nach der anschließenden Insolvenz des Vereins wechselte Dervisaj 2022 zum polnischen Zweitligisten Gwardia Wrocław. Ein Jahr später wechselte er zum deutschen Meister Berlin Recycling Volleys. Mit den Berlinern gewann er 2024 das DVV-Pokalfinale gegen Herrsching und anschließend im Playoff-Finale gegen Friedrichshafen die deutsche Meisterschaft. Danach verließ er den Verein mit noch unbekanntem Ziel.